# Майк Кохлен
Майк Кохлен (англ. Mike Coughlan, 17 лютого 1959 року) — британський інженер, котрий з 2002 року працював у McLaren.

## Освіта і кар'єра
У 1981 році закінчив університет Брунеля (Лондон, Велика Британія). Опісля і до 1984 року працював у команді Tiga Cars, після чого перейшов в команду Формули-1 Lotus. Після краху команди в 1990 році Кохлен переходить в команду Benetton.
З 1996 по 1998 працював в команді Ferrari, з 1998 по 2002 рік — у Arrows. Цікаво що у липні 2007 року проти інженера було висунуто звинувачення в крадіжці з Ferrari 800-сторінкового документа, що містить конфіденційну інформацію, після чого він був звільнений з роботи.